# Turdus smithi
Turdus smithi là một loài chim trong họ Turdidae.